# Baltazar Pietsch
Baltazar Ignác Pietsch, lat. Balthasar Ignatius Pietsch (kolem roku 1600 – po roce 1656), byl český katolický kněz, děkan českolipský, zastupující generální vikář a kanovník litoměřické kapituly.

## Život
Údaje o tomto knězi jsou velmi sporadické vzhledem k nedávno ukončené třicetileté válce, ovšem připadla mu zvláštní dějinná úloha související se vznikem litoměřické diecéze v roce 1655. Jisté je, že před rokem 1655 se stal děkanem v České Lípě a také kanovníkem litoměřické kapituly. Když byla bulou papeže Alexandra VII. 3. července 1655 založena litoměřická diecéze, připadl mu úkol ujmout se její administrativní správy diecéze do doby než 1. litoměřický biskup bude intronizován a zvolí si generálního vikáře. Nový biskup Maxmilián Rudolf Schleinitz byl intronizován 25. května 1656 z důvodu úředního zdržení ve Vídni a v Praze. Do této doby byl Baltazar Pietsch v čele nově vzniklé diecéze jako zastupující generální vikář. S funkcí byla spojena nejen administrativní správa, ale také celá příprava na intronizaci biskupa. Protože Pietsch byl zároveň českolipským děkanem, dobové prameny uvádějí, že biskup Schleinitz potřeboval za nejbližšího spolupracovníka někoho, kdo sídlí přímo v Litoměřicích a ustanovil do této funkce, fakticky historicky prvního generálního vikáře litoměřického diecéze, v roce 1656 Tobiáše Březinu, který již působil jako děkan litoměřického městského kostela. Pietsch se vrátil ke svým pastoračním povinnostem do České Lípy.